# Lattoli
In chimica organica un lattolo è l'equivalente ciclico di un emiacetale (o emichetale nel caso dei chetoni), un composto che si ottiene per addizione nucleofila intramolecolare di un gruppo idrossile al gruppo carbonilico di un'aldeide o un chetone.

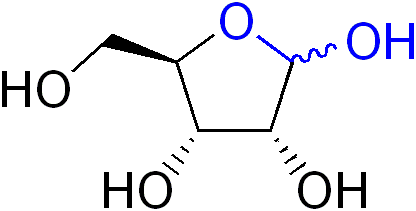
Il gruppo funzionale lattolico, evidenziato in blu, si ritrova in molti zuccheri naturali, come il ribosio.

I lattoli sono spesso in equilibrio con la corrispondente idrossialdeide e questo equilibrio può favorire l'uno o l'altro composto, a seconda delle dimensioni dell'anello e di altri effetti conformazionali (di solito sono favoriti anelli a 5 o 6 termini).
Il gruppo funzionale lattolico è molto diffuso in natura in quanto componente fondamentale degli zuccheri aldosi.

## Reattività
I lattoli partecipano a numerose reazioni chimiche:
- Ossidazione per formare lattoni
- Reazione con alcoli per dare acetali
- Reazione degli zuccheri con gli alcoli o altri nucleofili per formare glicosidi
- Deossigenazione (riduzione) per formare eteri ciclici.